# Línea 113 (EMT Madrid)
La línea 113 de la EMT de Madrid une la estación de Méndez Álvaro con el intercambiador de Ciudad Lineal.

## Características

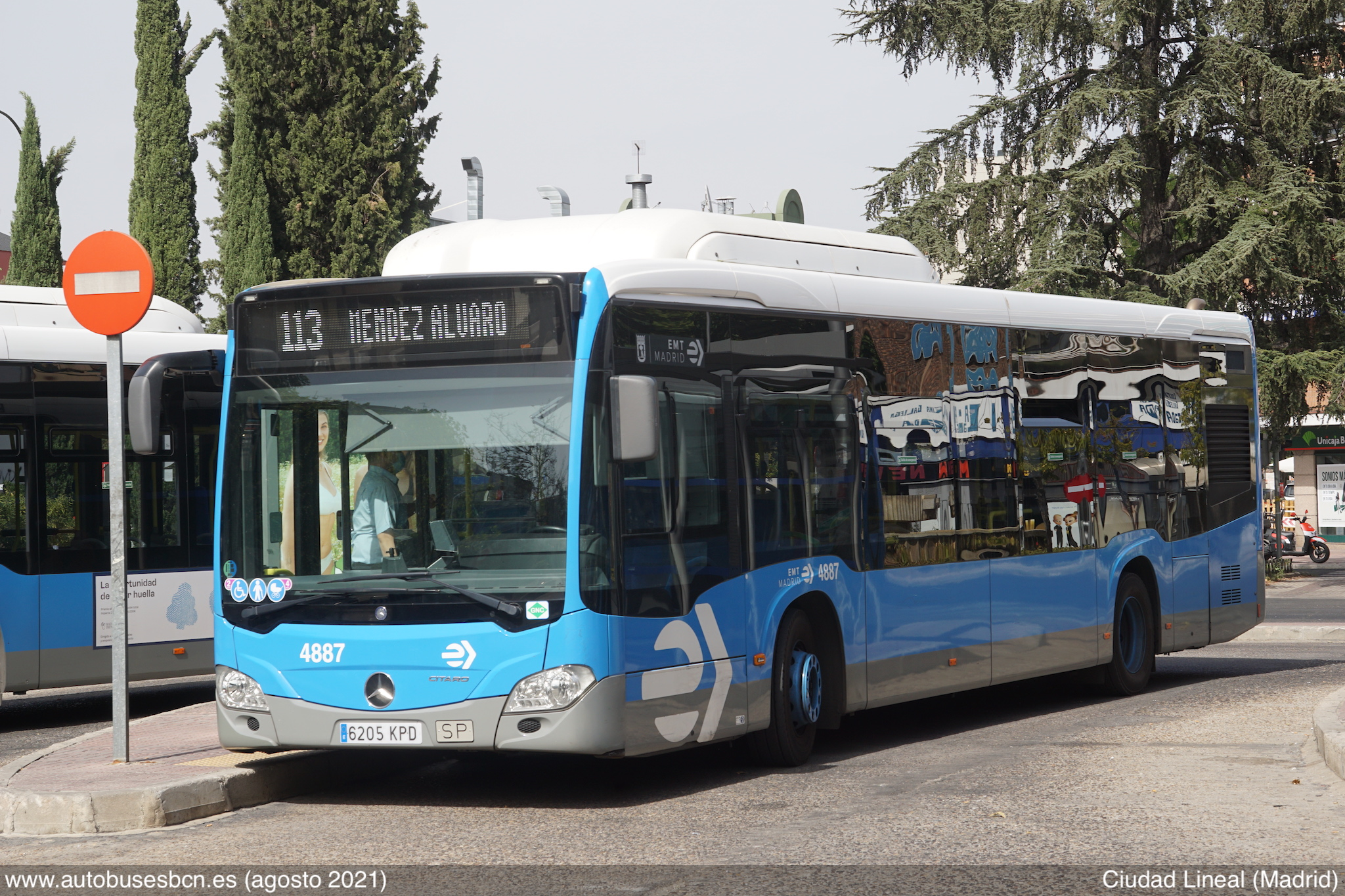
113 en Ciudad Lineal (Madrid), agosto de 2021.

La línea 113 se creó el 1 de abril de 1980 y hereda el recorrido de la línea periférica P-13 al desaparecer esta codificación y asumir su gestión la EMT. El recorrido original era Barrio de Quintana - Puente de Vallecas, pasando por Moratalaz y La Elipa, el cual se prolongó en 1997 hasta la estación de Méndez Álvaro coincidiendo con la apertura de la nueva Estación Sur de Autobuses de largo recorrido.
Asimismo, en marzo de 2010 se amplió su recorrido otra vez, ahora hasta la plaza de Ciudad Lineal, para favorecer así la conexión con la terminal de autobuses urbanos e interurbanos de Ciudad Lineal.

### Frecuencias
| Lunes a viernes laborables |               |
| De 6:00 a 8:00             | 8-14 minutos  |
| De 8:00 a 22:00            | 8-11 minutos  |
| De 22:00 a 23:00           | 11-18 minutos |
| Sábados laborables         |               |
| De 6:00 a 9:00             | 17-32 minutos |
| De 9:00 a 21:00            | 12-18 minutos |
| De 21:00 a 23:00           | 16-31 minutos |
| Domingos y festivos        |               |
| De 7:00 a 11:00            | 14-34 minutos |
| De 11:00 a 21:00           | 15-19 minutos |
| De 21:00 a 23:00           | 18-30 minutos |

## Recorrido y paradas

### Sentido Ciudad Lineal
La línea inicia su recorrido en la calle del Ombú, junto a uno los accesos a la Estación Sur de Autobuses y la estación de Méndez Álvaro de las redes de Metro de Madrid y Cercanías Madrid. Desde aquí sale por dicha calle hasta desembocar en la calle de la Retama girando a la izquierda. Por la calle de la Retama circula hasta el final, pasando bajo las vías del tren y se incorpora a la calle del Cerro Negro, que recorre entera desembocando en el nudo del Puente de Vallecas.
Tras pasar este intercambiador, la línea se mete por el barrio de Numancia dando servicio a la Avenida de Peña Prieta y las calles Alfonso XIII, Santa Marta y Sierra Toledana, que desemboca en Moratalaz tras pasar sobre la A-3 en la Plaza del Corregidor Alonso de Aguilar.
En esta plaza continúa de frente por la calle del Arroyo de la Media Legua, que recorre entera siguiendo de frente por la Avenida de las Trece Rosas, ya dentro del barrio de La Elipa. Circula por esta avenida hasta girar a la izquierda por la calle Santa Irene, que recorre entera desembocando en la calle Poeta Blas de Otero girando a la derecha. Por esta calle circula hasta el final y sigue de frente por la calle Santa Felicidad, que recorre entera.
A continuación, la línea sale a la Avenida del Marqués de Corbera girando a la derecha, y circula hasta el final continuando de frente por la calle Francisco Villaespesa, que recorre hasta la intersección con la calle Hermanos Machado, por la cual se mete girando a la izquierda. Circula por esta calle hasta el final, incorporándose a la calle de Alcalá en dirección a la Plaza de Ciudad Lineal, donde tiene su cabecera.
| Código | Parada                                 | Común con    | Conexiones con Metro y Cercanías | Otros |
| ------ | -------------------------------------- | ------------ | -------------------------------- | ----- |
| 4324   | MÉNDEZ ÁLVARO (C/ Ombú)                |              | Méndez Álvaro                    |       |
| 3368   | Méndez Álvaro-Centro Comercial         | 148          |                                  |       |
| 4975   | Cerro Negro                            | 148          |                                  |       |
| 5860   | Puente de Vallecas                     |              | Puente de Vallecas               |       |
| 4325   | Puente de Vallecas-Peña Prieta         | 8 141        | Puente de Vallecas               |       |
| 1980   | Peña Prieta                            | 8 141        |                                  |       |
| 5540   | Alfonso XIII-Peña Prieta               | 8            |                                  |       |
| 5541   | Santa Marta-Alfonso XIII               | 8            |                                  |       |
| 1984   | Mercado Doña Carlota                   | 8            |                                  |       |
| 1986   | Sierra Elvira-Sierra Toledana          | 8            |                                  |       |
| 833    | Corregidor Alonso Aguilar              |              |                                  |       |
| 1263   | Media Legua                            | 30 32        |                                  |       |
| 3102   | Vinateros-Media Legua                  |              |                                  |       |
| 3103   | García Tapia-Media Legua               |              |                                  |       |
| 3078   | La Elipa                               | 110 210      |                                  |       |
| 3735   | Santa Irene                            | 110 210      |                                  |       |
| 3091   | Blas de Otero-Santa Irene              | 110 210      |                                  |       |
| 3074   | Blas de Otero-Santa Genoveva           | 110 210      |                                  |       |
| 3072   | Santa Felicidad                        | 110 210      |                                  |       |
| 3070   | Santa Felicidad-Iglesia                | 110 210      | La Elipa                         |       |
| 966    | Marqués de Corbera-Avenida de Daroca   | 28           |                                  |       |
| 3105   | Hermanos Machado-Carlos Hernández      |              |                                  |       |
| 5621   | Hermanos Machado-San Juan de la Cuesta |              |                                  |       |
| 2332   | Quintana                               | 38           | Quintana                         |       |
| 2334   | Pueblo Nuevo                           | 38 109       | Pueblo Nuevo                     |       |
| 2336   | Alcalá-Arcones Gil                     | 38 109       |                                  |       |
| 1199   | CIUDAD LINEAL (dársenas plaza)         | 4 77 104 109 | Ciudad Lineal                    |       |

### Sentido Méndez Álvaro
La línea inicia su recorrido en el intercambiador de Ciudad Lineal, dirigiéndose por la calle Alcalá igual que en el recorrido de ida, hasta el cruce con la calle José María de Pereda, por la que circula hasta desembocar en la calle de Francisco Villaespesa.
A partir de aquí el recorrido de vuelta es igual al de ida pero en sentido contrario hasta salir de Moratalaz (Avenida del Marqués de Corbera, Santa Felicidad, Poeta Blas de Otero, Santa Irene, Avenida de las Trece Rosas y Arroyo de la Media Legua).
Pasando el puente sobre la A-3, entra en el barrio de Numancia del distrito Puente de Vallecas por la calle Sierra Elvira, continuando al final de ésta por la Avenida de Peña Prieta hasta llegar al Puente de Vallecas. Sale de este nudo por la calle Cerro Negro, que recorre entera siguiendo al final de frente por la calle de la Retama, que recorre hasta la intersección con la calle del Acanto. Gira a la derecha y sube por esta calle hasta tomar la calle del Ombú, donde tiene su cabecera.
| Código | Parada                                  | Común con    | Conexiones con Metro y Cercanías | Otros |
| ------ | --------------------------------------- | ------------ | -------------------------------- | ----- |
| 1199   | CIUDAD LINEAL (dársenas plaza)          | 4 77 104 109 | Ciudad Lineal                    |       |
| 2337   | Alcalá-Arcones Gil                      | 38 109       |                                  |       |
| 2335   | Pueblo Nuevo                            | 38 109       | Pueblo Nuevo                     |       |
| 2333   | Quintana                                | 38           | Quintana                         |       |
| 5651   | José María Pereda-San Juan de la Cuesta |              |                                  |       |
| 3107   | José María Pereda-Carlos Hernández      |              |                                  |       |
| 967    | Francisco Villaespesa-Hermanos Gómez    | 28           |                                  |       |
| 3069   | Santa Felicidad-Iglesia                 | 110 210      | La Elipa                         |       |
| 3071   | Santa Felicidad                         | 110 210      |                                  |       |
| 3073   | Blas de Otero-Santa Genoveva            | 110 210      |                                  |       |
| 4473   | Blas de Otero-Santa Irene               | 110 210      |                                  |       |
| 3076   | Santa Irene                             | 110 210      |                                  |       |
| 3077   | Santa Irene-Trece Rosas                 | 110 210      |                                  |       |
| 3104   | García Tapia-Media Legua                |              |                                  |       |
| 3101   | Vinateros-Media Legua                   |              |                                  |       |
| 1262   | Media Legua                             | 30 32        |                                  |       |
| 1988   | Corregidor Alonso Aguilar               | 8            |                                  |       |
| 51000  | Sierra Toledana-Sierra Elvira           | 8            |                                  |       |
| 51001  | Doctor Lozano-Sierra Toledana           | 8            |                                  |       |
| 1983   | Peña Prieta-Pico Almanzor               | 8            |                                  |       |
| 1981   | Peña Prieta                             | 8 141        |                                  |       |
| 1979   | Puente de Vallecas-Peña Prieta          | 8 141        | Puente de Vallecas               |       |
| 3371   | Játiva                                  | 148          |                                  |       |
| 4976   | Cerro Negro                             | 148          |                                  |       |
| 4323   | Acanto                                  |              |                                  |       |
| 5566   | Ombú-Acanto                             |              |                                  |       |
| 4324   | MÉNDEZ ÁLVARO (C/ Ombú)                 |              | Méndez Álvaro                    |       |

## Galería de imágenes

Mapa zonal de la estación de Quintana con los recorridos de los autobuses que circulan en superficie, entre los cuales se encuentra el 113.
Mapa zonal de la estación de Pueblo Nuevo con las líneas de autobuses que pasan por ella, entre las que se encuentra la línea 113.
Mapa zonal de la estación de Ciudad Lineal con las líneas de autobuses que pasan por ella, entre las que se encuentra la línea 113.
Mapa esquemático del Metro de Madrid con el recorrido aproximado de la línea 113 de la EMT, que tiene un recorrido exterior a la línea circular del metro.